# Maria Angela de Jesus
Maria Angela de Jesus (Mogi-Mirim) é uma produtora executiva de audiovisuais brasileira. Maria Angela foi diretora de produção de originais do Netflix Brasil e vice-presidente da HBO América Latina. Também se tornou uma das primeiras executivas negras a assumir uma posição de destaque em empresas como HBO e Netflix.

## Biografia
Maria Angela é filha de nordestinos, nascida em Mogi-Mirim/SP. A produtora se formou em jornalismo pela PUC de Campinas e foi uma das primeiras de sua  família a entrar na faculdade. Aos 22 anos, trabalhou no departamento de produção de vídeo da UNICAMP, cobrindo eventos da universidade. Depois de formada, foi selecionada no Curso Abril de Jornalismo para recém-formados e passou a trabalhar na revista Veja. Ao longo de sua vida, ela adquiriu experiência na área de produção executiva, supervisão criativa, planejamento estratégico, desenvolvimento de formatos de TV e branded content.
Maria Angela é autora de três biografias de artistas brasileiros: Ruth de Souza: A Estrela Negra, Eva Todor: Minha Vida no Palco e Glauco Mirko Laurelli: Um Artesão do Cinema, publicadas pela Imprensa Oficial do Estado de São Paulo.

## Carreira
Maria iniciou sua carreira como repórter de Entretenimento na revista Veja e escrevia sobre cinema. Além de jornalista e crítica de cinema, foi colaboradora da Mostra de Cinema em São Paulo. Depois disso, continuou cobrindo a área de entretenimento para a Folha da Tarde, como colaboradora da Vogue, até migrar para o audiovisual, em 1996. De 1996 a 2001, fez parte da equipe de seleção de filmes e da produção da Mostra Internacional de Cinema em São Paulo.
Maria Angela também atuou por mais de duas décadas na HBO, onde inicialmente ocupou o cargo de Senior Production Manager e depois assumiu a função de vice-presidente de produções originais. No Departamento de Produção Original, iniciou a produção de conteúdo original no Brasil. Nesta posição, produziu 16 séries de TV, incluindo nomes indicados ao Emmy Internacional.
Saiu da HBO em 2017, assumindo o cargo de diretora de produções originais da Netflix no mercado brasileiro, no qual trabalhou durante 3 anos e meio, como head de séries nacionais. Em 2021, deixou o cargo e não faz mais parte do time de executivos do serviço de streaming.
Em junho de 2021, Maria Angela foi convidada liderar a área de produção de conteúdos da Paramount Global no Brasil, onde desenvolve novos produtos que conversem diretamente com o interesse do público em conteúdo nacional, para o streaming Paramount+ e os canais MTV, Comedy Central e Nickelodeon.

## Prêmios
- Monte Carlo Television Festival (2012) - Nomeada como melhor produtora internacional (série de TV de comédia) pela produção de Mulher de Fases - Luís F. Peraza, Roberto Ríos and Maria Angela de Jesus.[12]
- International Emmy - Indicação como Produtora na Categoria de Séries dramáticas com PSI (2015).[13]
- International Emmy - Indicação como Produtora na categoria de Séries dramáticas de Língua Não-Inglesa (2018).

## Obras
Paramount+
- As Seguidoras (2022)
- Vai dar Nada (2022)[10]
- Adriano Imperador (2022)
- Escola de Quebrada (2023)

### Netflix
- Super Drags (2018)[10]
- O Escolhido (2019)[10]
- Boca a Boca (2020)[10]
- Coisa Mais Linda (2020)[2]
- Irmandade (2020)[2]
- Bom Dia, Verônica (2020)[2]
- Reality Z (2020)[2]

### HBO
- Mandrake (2005) [11]
- Filhos do Carnaval (2006)[11]
- Alice (2008)[4]
- Mulher de Fases (2011)[10]
- FDP (2012)[11]
- Preamar (2012)
- Destino: São Paulo (2012)[10]
- Destino: Rio de Janeiro (2013)[10]
- O Negócio (2013)[4]
- PSI (2014 - 2019)[14]
- Magnifica 70 (2015 - 2018)[4]
- HQ: Edição Especial (2016)
- A Vida Secreta dos Casais (2017)[11]
- Greg News (2017)[10]
- Primeiro Bailarino (2017)
- O Homem da Sua Vida (2017)
- Outros Tempos (2018)

### Livros
- Ruth de Souza: Estrela Negra (2004)
- Eva Todor: O Teatro de Minha Vida (2007)
- Glauco Mirko Laurelli (2007) para a Coleção Aplauso, a convite do crítico Rubens Ewald Filho.